# Moose Jaw
Pour les articles homonymes, voir Moose Jaw (homonymie).
Moose Jaw est une municipalité du centre-sud la province de la Saskatchewan au Canada. Elle est située sur la route transcanadienne, 71 kilomètres à l'ouest de Regina. La ville compte 33 665 habitants.
Elle est surtout connue comme lieu touristique de détente avec ses nombreux parcs et attractions touristiques tels les tunnels de Moose Jaw ou le Casino Moose Jaw.
La base des Forces canadiennes Moose Jaw, une base aérienne utilisée pour l'entraînement, se trouve à huit km de la ville.

## Démographie
| 1971   | 1976   | 1981   | 1986   | 1991   |
| ------ | ------ | ------ | ------ | ------ |
| 31 854 | 32 581 | 33 943 | 35 073 | 33 593 |

| 1996   | 2001   | 2006   | 2011   | 2016   |
| ------ | ------ | ------ | ------ | ------ |
| 32 973 | 32 131 | 32 132 | 33 274 | 33 910 |

| 2021   | - | - | - | - |
| ------ | - | - | - | - |
| 33 665 | - | - | - | - |

## Municipalité
| 2006-2009   |  | 2016-2021      | 2021-2024    | 2024-2028     |
| ----------- |  | -------------- | ------------ | ------------- |
| Dale McBain |  | Frasier Tolmie | Clive Tolley | James Murdock |
| ,           |  | [ 9 ]          | ,            | [ 10 ]        |

## Sport
La ville accueille les matchs de hockey des Warriors de Moose Jaw de la Ligue de hockey de l'Ouest. Dans le passé, elle a accueilli les Canucks de Moose Jaw qui ont joué dans la LHOu et dans la Ligue de hockey junior de la Saskatchewan. Dans l'univers de Harry Potter, la ville de Moose Jaw accueille l'équipe de quidditch nommée « Les météorites de Moose Jaw »[réf. nécessaire].

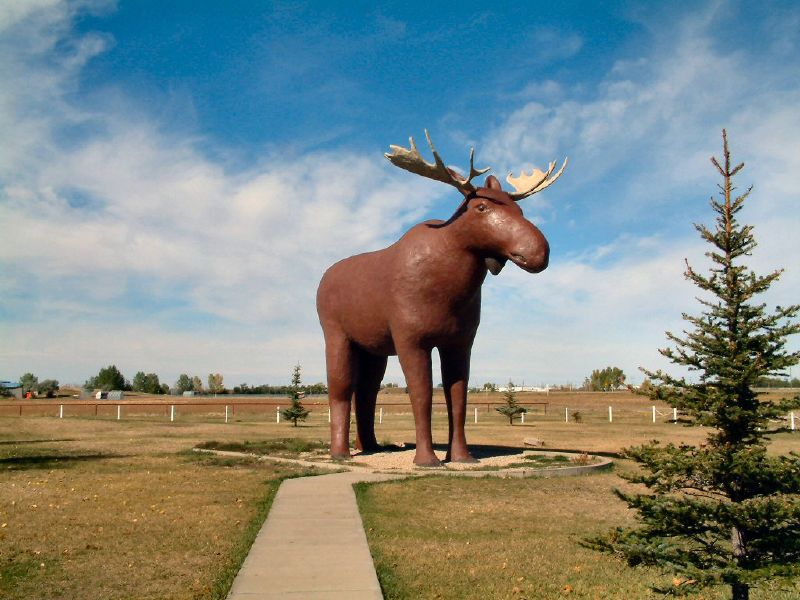
« Mac the Moose ».

## Personnalités nées à Moose Jaw
- Ron Hannah (1945-), compositeur de musique classique
- Art Linkletter (1912-2010) acteur et producteur
- Brent Everett, allias Dustin Germaine (1984-), acteur et mannequin
- Clark Gillies (1954-2022), joueur de hockey sur glace canadien.